# Asterostigma lombardii
Asterostigma lombardii är en kallaväxtart som beskrevs av Eduardo G. Gonçalves. Asterostigma lombardii ingår i släktet Asterostigma och familjen kallaväxter. Inga underarter finns listade.